# 保甲制度
保甲制度（ほこうせいど）とは、宋代あるいは秦代に起源を求めることができる、中国の行政機関の最末端組織のことである。10戸で「甲」を、10甲で「保」を編成した。

## 清代以前
保甲制度の起源は、遠くは秦の商鞅による法に由来する。商鞅の法は、「民ヲシテ什五ヲ為シテ、相ヒ収司連坐セ令ム」とし、すなわち5戸で構成される「什五」という組を設け連帯責任を負わせた。その後、宋の王安石により、保甲制度が確立された。また、明の王守仁は地方官時代に「十家牌法」を定めて「郷約」と呼ばれる内部規約を導入して、民衆教化組織としての要素を持たせた。

## 清朝の保甲制度
清朝は、明朝の里甲を参考に、保甲の制度を基層組織として創設した。明朝の里甲は専ら地方の賦税の徴収を管理したが、保甲は人民の思想行動を監視し、反抗の防止と鎮圧の責任を負った。清朝の統治者は、再三再四「盗ヲ弥（とど）ムル良法ハ、保甲ニ如クハナ無シ」と言明し、特に康熙帝は、聖諭十六条において、「保甲ヲ聯ネ以ッテ盗寇ヲ弥ム」を施政方針の一つとした。康熙47年には、各戸に「印信紙牌一張ヲ給シ、姓名丁男ノ口数ヲ書写シ、出ヅレバ即チ往ク所ヲ注明シ、入レバ即チ其ノ来タリシ所ヲ稽（かんが）ヘ、面生ノ疑フベキ人ハ、盤詰ノ的確ナルニ非ザレバ容留ヲ許サズ・・月底（月末）ニハ保長ヲシテ無事キヲ具セル甘結（官庁に出す保証書・誓約書）ヲ出シ、官ニ報ジテ査ニ備ヘ令ム」と定めた。雍正4年、さらに「十戸に一牌頭を立て、十牌に一甲長を立て、十甲に一保正を立つ」と規定した。少数民族居住地、山間地帯から人口密集地の隅々に至るまで保甲制は敷かれた。保甲の長にはすべて「識字及び家柄を有する人」をあて、いわゆる「士大夫を以って其の郷を治む」ものであった。

## 日本軍による上海租界占領と保甲制度
1937年7月7日の盧溝橋事件をきっかけに日中両国が全面戦争状態に入った後、日本軍はその翌月、早くも第二次上海事変を起こし、中国軍との間に3カ月以上にわたる激しい攻防戦を行い、ついに租界を除く上海全域を陥落させた。その後租界に一定の配慮を示しつつも、およそ4年間にわたって租界を「孤島」として包囲し、各分野において内部への浸透を図っていた。1941年12月8日、日米開戦するや否や、即日フランス租界以外の共同租界区域に進駐し、以後1945年の日本の降伏まで支配を続けた。進駐後まず行ったのが、生活物資供給などを理由に憲兵隊による市内への移住の制限であった。次いで翌年の1月までに、非生産人口を強制的あるいは半強制的に故郷に帰還させた。この人口疎開に続いて行われたのが、全市民を対象とする戸籍調査と戸籍登録である。300万人近い人口の調査、登録は上海史上初めてのことであり、これによりすべての住民が一気に統治当局の管理と管轄下におかれた。さらに5月に入ると、保甲制度を実施し、イギリス・アメリカの両租界が、それぞれ400保、4854甲と1038保、4499甲に編成され、甲の内部に連座制を適用した。

## 中華人民共和国の基層組織と保甲制度
中華人民共和国建国直後の農村では、末端行政機関となる郷政府の建設が土地改革と並行して進められた。この際、郷政府のもとで行政事務を補完し、併せて住民自治を推進する基層の大衆組織として、多くの地域で自然村ごとに農民小組が設立されたが、この組織も中国宋代以降の伝統的な保甲制度の基盤を継承したものであった。ただし一般的には行政村は、保の規模よりやや小さく、農民小組は甲の規模よりやや小さかった。一方、中華人民共和国建国後の都市の地域社会に設置された住民組織である「居民委員会」の制度ついても、その歴史を中華民国期の隣保制度（保甲制度）に遡ることができるとされる。